# Dombes
Dombes és una regió geogràfica de França, situada al departament d'Ain, a la regió d'Alvèrnia Roine-Alps.